# كريستينا إل موسى
كريستينا إل موسى (بالإنجليزية: Christina El Moussa)‏ هي سمسارة العقارات أمريكية، ولدت في 9 يوليو 1983 في آناهايم في الولايات المتحدة.

## وصلات خارجية
- كريستينا إل موسى على موقع IMDb (الإنجليزية)
- كريستينا إل موسى على موقع قاعدة بيانات الفيلم (الإنجليزية)